# Китайская консерватория
Китайская консерватория — музыкальная академия в Чаояне, Пекин, Китай. Консерватория была основана в 1964 году и в настоящее время финансируется совместно Министерством культуры и туризма и Пекинским муниципальным народным правительством .
Китайская консерватория обычно считается одним из ведущих учреждений по изучению традиционной китайской музыки и традиционных китайских музыкальных инструментов, а также имеет сильные программы в области исследований в области музыкального образования и других областях. Наряду с Центральной консерваторией (также расположенной в Пекине) и Шанхайской консерваторией, это одно из трех самых известных музыкальных высших учебных заведений Китая. Это китайский государственный университет плана создания университетов и академических дисциплин мирового класса, определенного Министерством образования.

## История
Китайская консерватория была создана в 1956 году в результате слияния художественного и музыкального факультетов Пекинского педагогического университета, Восточно-китайского педагогического университета и Северо-восточного педагогического университета. В 1964 году школа получила свое нынешнее название..

## Известные выпускники
- Пэн Лиюань